# Cerocala ilia
Cerocala ilia är en fjärilsart som beskrevs av Pierre E.L. Viette 1962. Cerocala ilia ingår i släktet Cerocala och familjen nattflyn. Inga underarter finns listade i Catalogue of Life.